# Anisopodus callistus
Anisopodus callistus är en skalbaggsart som beskrevs av Bates 1881. Anisopodus callistus ingår i släktet Anisopodus och familjen långhorningar.
Artens utbredningsområde är:
- Costa Rica.
- Guatemala.
- Honduras.

Inga underarter finns listade i Catalogue of Life.